# Nha Fala
Pour plus de détails, voir Fiche technique et Distribution.
Nha Fala est un  film luso-franco-luxembourgeois, tourné au Cap-Vert, réalisé par Flora Gomes, sorti en 2002 au Festival international du film de Venise, le 25 mai 2003 au Portugal, le 16 juin 2003 en France et le 6 mars 2003 en Guinée-Bisseau. C'est une comédie musicale chantée et dansée dans les rues de Mindelo, sur une musique de Manu Dibango.

## Synopsis
Jeune femme africaine, Vita est victime d'une malédiction qui frappe sa famille depuis des générations : toute femme qui tentera de chanter mourra. Pour fuir la malédiction, elle part en Europe. À Paris, Vita fait la connaissance d'un jeune musicien, Pierre, et tombe amoureuse de lui. Oubliant tout, elle se laisse aller à chanter. Pierre, subjugué par sa voix magnifique, la persuade d'enregistrer un disque. Pour surmonter cette transgression, elle décide alors de retourner chez elle, d'avouer son acte à sa mère et d'affronter la tradition ancestrale.

## Fiche technique
- Titre : Nha Fala (Ma voix en créole portugais)
- Réalisateur : Flora Gomes
- Scénario : Flora Gomes  et Franck Moisnard
- Directeur de la photographie : Edgar Moura
- Musique : Manu Dibango
- Chorégraphie : Clara Andermatt
- Ingénieur du son : Pierre Donnadieu
- Chef décoratrice : Véronique Sacrez
- Scripte : Ana Silva
- Montage : Dominique Paris
- Pays de production :  Portugal,  France,  Luxembourg,  Cap-Vert
- Dates de tournage : 2001
- Tournage extérieur : Mindelo (Cap-Vert), Paris
- Producteur : Luis Galvao Teles
- Coproducteurs : Jani Thiltges, Serge Zeitoun
- Sociétés de production : Fado Filmes, Portugal ; Les Films de mai, France ; Samsa Films, Luxembourg
- Format : couleur  — Dolby SR — 35 mm
- Genre : comédie musicale
- Langue : créole du Cap-Vert (kabuverdianu)
- Durée : 112 minutes
- Dates de sortie :
  - Portugal : 25 mai 2003
  - France : 16 juin 2003
  - Guinée-Bissau : 6 mars 2004

## Distribution
- Fatou N'Diaye : Vita
- Jean-Christophe Dollé : Pierre
- Ângelo Torres : Yano
- Bia Gomes : la mère de Vita
- Jorge Quintino Biague : Mito le Fou
- Carlos Imbombo : Caminho
- François Hadji-Lazaro : Bjorn
- Danièle Évenou : la mère de Pierre
- Bonnafet Tarbouriech : le père de Pierre

## Propos du réalisateur
« Nha Fala, cela veut dire à la fois ma voix, mon destin, ma vie, et mon chemin. J'ai voulu porter le regard sur celle de ces notions qui paraît la plus futile, la moins nécessaire : la voix, le chant, cette parole mélangée à la musique, à la fois forme et message, qui a toujours été pour moi un des signes de la liberté. Ce n'est pas par hasard si j'ai voulu faire une comédie musicale. Quand on t'interdit de chanter, ça veut dire qu’on t'interdit de parler, de t'exprimer. Et la parabole est claire : le parcours de Vita, dont le « chemin de vie » commence par l'éloigner de ses racines, avant de la ramener chez elle, libre et confiante, une fois qu’elle a trouvé sa « voix », ce pourrait être aussi celui de l’Afrique.
On a une vision très sombre de l'Afrique. On parle du sous-développement, de l'Afrique qui ne marche pas. Je voulais montrer l'extraordinaire vitalité de ce continent. Il y a aussi des choses qu'on sait faire, et bien faire, en Afrique. C'est un continent qui bouillonne de talents. Il y a notamment des musiciens extrêmement talentueux et actifs. J'avais le désir de les mettre en valeur. »

— Flora Gomes

## Appréciation critique
« Avec ce film ensoleillé, Flora Gomes marche à l'évidence sur les traces de Jacques Demy. Fatou N'Diaye est un digne équivalent de la jeune Catherine Deneuve et, à la musique, Manu Dibango a pris la place de Michel Legrand. Mais il est dommage que les maladresses du scénario éloignent le film de son modèle et limitent sa réussite esthétique. »

— Florence Colombani, Le Monde, 22 juillet 2003

« Dans la troisième partie, « synthèse » et retour au pays, le film décolle : non plus seulement naïf et primesautier, mais exubérant, drôle et vachard, choisissant à la fois Descartes et l'Afrique »

— Louis Guichard, Télérama, 16 juillet 2003

## Distinctions
- Nha Fala a été présenté en compétition officielle à la 59e Mostra de Venise en 2002.
- Prix du scénario et Prix du Public du Festival Quintessence 2004 au Bénin